# Wesermünde

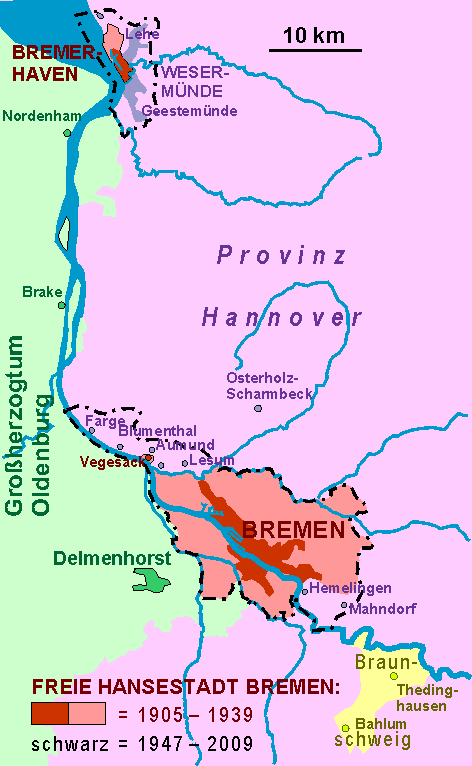
Położenie miasta ok. 1930

Wesermünde – dawne miasto na prawach powiatu w Niemczech, w prowincji Hanower. Powstało w 1924 z połączenia miast Lehe oraz Geestemünde. W 1939 do miasta przyłączono Bremerhaven, a w 1947 po wejściu w skład kraju związkowego Brema zmieniono nazwę na Bremerhaven. Do 1977 siedziba powiatu Wesermünde.

## Demografia
| Rok                  | Liczba mieszkańców |
| -------------------- | ------------------ |
| 16 czerwca 1925      | 72 065             |
| 16 czerwca 1933      | 77 491             |
| 17 maja 1939         | 86 041             |
| 31 grudnia 1944      | 110 982            |
| 29 października 1946 | 99 208             |